# Vị Ương cung
Vị Ương cung (chữ Hán giản thể: 未央宫; phồn thể: 未央宮; bính âm: Wèiyāng Gōng; Việt bính:Mei6 joeng1 gung1) là cung điện hoàng gia chính của triều đại nhà Hán, nằm ở thành phố Trường An (nay là Tây An), tỉnh Thiểm Tây, Trung Quốc. Được xây dựng năm 200 TCN theo yêu cầu của Hán Cao Tổ, dưới sự giám sát của thừa tướng Tiêu Hà, cung điện phục vụ như một trung tâm hành chính và nơi ở của hoàng tộc Trung Quốc thời nhà Hán, nhà Tấn và một số triều đại khác thời kỳ Nam-Bắc triều.
Cung điện tồn tại mãi cho đến đời nhà Đường, khi nó bị phóng hỏa thiêu cháy bởi những kẻ chống lại nhà Đường khi tiến đến Trường An trong sự kiện Loạn An Sử và khởi nghĩa Hoàng Sào. Vị Ương là cung điện lớn nhất từng được xây dựng trong lịch sử, có diện tích khoảng 4,8 km² (1.200 mẫu Anh), lớn gấp 6,7 kích thước của Tử Cấm Thành tại Bắc Kinh, hay gấp 11 lần kích thước thành Vatican. Ngày nay, nó nằm tại một cánh đồng trống, và chỉ là một phần nhỏ của cung điện cũ trước đây.

## Tên gọi
"Vị Ương" (未央) theo nghĩa đen hàm ý chỉ "(một thứ gì đó) chưa đạt được đến trung điểm của nó", "có hơn được một nửa để đi", tuy nhiên, theo một cách thông tục, có có nghĩa là "vô tận". Cùng với tên gọi của Trường Lạc cung, (長樂宮, hạnh phúc vĩnh viễn), có thể có nghĩa là "Hạnh phúc vĩnh cửu vẫn chưa đạt đến điểm trung tâm (của nó)".

## Mô tả
Vị Ương cung điện được đặt ở phía tây nam của Trường An, Hán quốc, do đó thường được gọi là Tây Cung (西宫). Bao bọc bởi những bức tường, cung điện có hình chữ nhật, với chiều dài 2.150 m về phía Đông-Tây và 2.250 m về phía Bắc-Nam. Mỗi bên của các bức tường đều có một cổng chính, bên cạnh là hai phụ, gồm cổng đông và cổng bắc (đối diện với thành Trường An).
Những kiến trúc lớn bên trong cung điện bao gồm:
- Tiền điện (前殿)
- Tuyên Thất điện (宣室殿)
- Ôn Thất điện (温室殿)
- Thanh Lương điện (清凉殿)
- Kim Hoa điện (金华殿)
- Thừa Minh điện (承明殿)
- Cao Môn điện  (高门殿)
- Bạch Hổ điện (白虎殿)
- Ngọc Đường điện (玉堂殿)
- Tuyên Đức điện (宣德殿)
- Tiêu Phòng điện (椒房殿)
- Chiêu Dương điện (昭阳殿)
- Bách Lương đài (柏梁台)
- Kỳ Lân các (麒麟阁)
- Thiên Lộc các (天禄阁)
- Thạch Cự các (石渠阁)